# Citronelle
Cet article possède un paronyme, voir Citronnelle.
Citronelle est une ville située dans l’État américain de l’Alabama, dans le comté de Mobile. Lors du recensement de 2010, sa population s’élevait à 3 905 habitants.
Le nom de la ville vient du nom de la région nommé ainsi au XVIIIe siècle car beaucoup de citronnelles y poussent. Elle fut colonisée en 1811 et la ville fut fondée en 1892. La région possède aussi de nombreuses autres plantes médicinales et des eaux minérales ce qui avec son climat et ses eaux chaudes, en fit une destination touristiques et vit la construction de nombreux hôtels.
Le 4 mai 1865, la dernière force confédérée d'importance commandée par le général Richard Taylor se rendit sous le Surrender Oak. Cet évènement est rejoué chaque année à Citronelle mais le chêne a lui été déraciné lors d'un ouragan en 1902.
En 1952, du pétrole fut découvert accidentellement et Citronelle est connu aujourd'hui comme la « capitale pétrolière » de l'Alabama.

## Démographie
| 1850 | 1880 | 1900 | 1910 | 1920 | 1930  | 1940  | 1950  |
| ---- | ---- | ---- | ---- | ---- | ----- | ----- | ----- |
| 250  | 169  | 696  | 935  | 932  | 1 082 | 1 057 | 1 350 |

| 1960  | 1970  | 1980  | 1990  | 2000  | 2010  | - | - |
| ----- | ----- | ----- | ----- | ----- | ----- | - | - |
| 1 918 | 1 935 | 2 841 | 3 671 | 3 659 | 3 905 | - | - |